# Saint-Yves-de-Vérité
Saint-Yves-de-Vérité était, à l'origine, l'une des appellations officielles données à saint Yves, mais qui, au cours des siècles, a plus particulièrement été attribuée à des statues de ce saint qui étaient invoquées en Bretagne afin de faire mourir d'autres personnes.

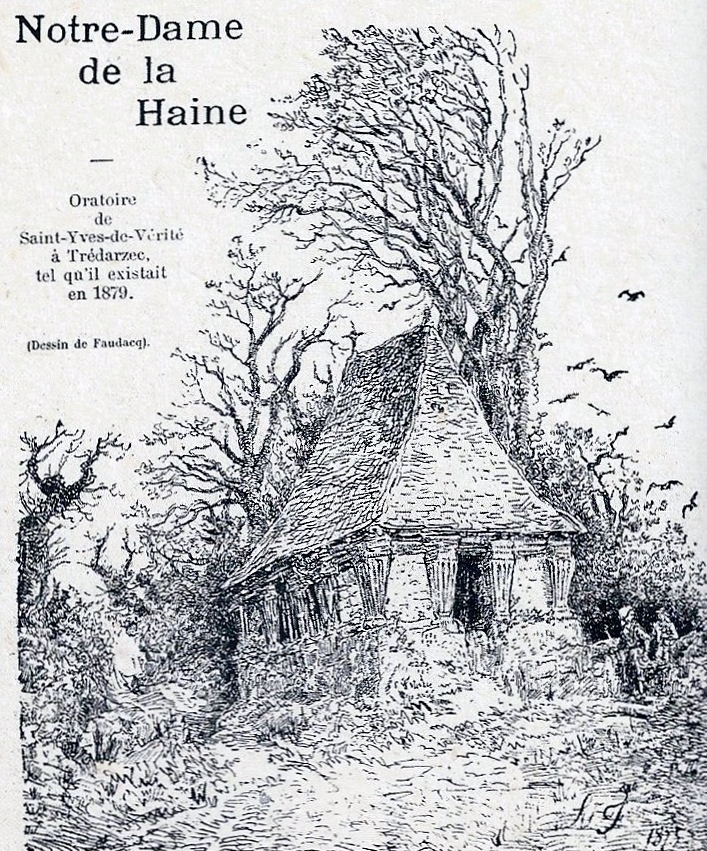
L'oratoire de Saint-Yves-de-Vérité à Trédarzec en 1879 (dessin de Louis-Marie Faudacq publié en 1909 dans "Le Fureteur breton").

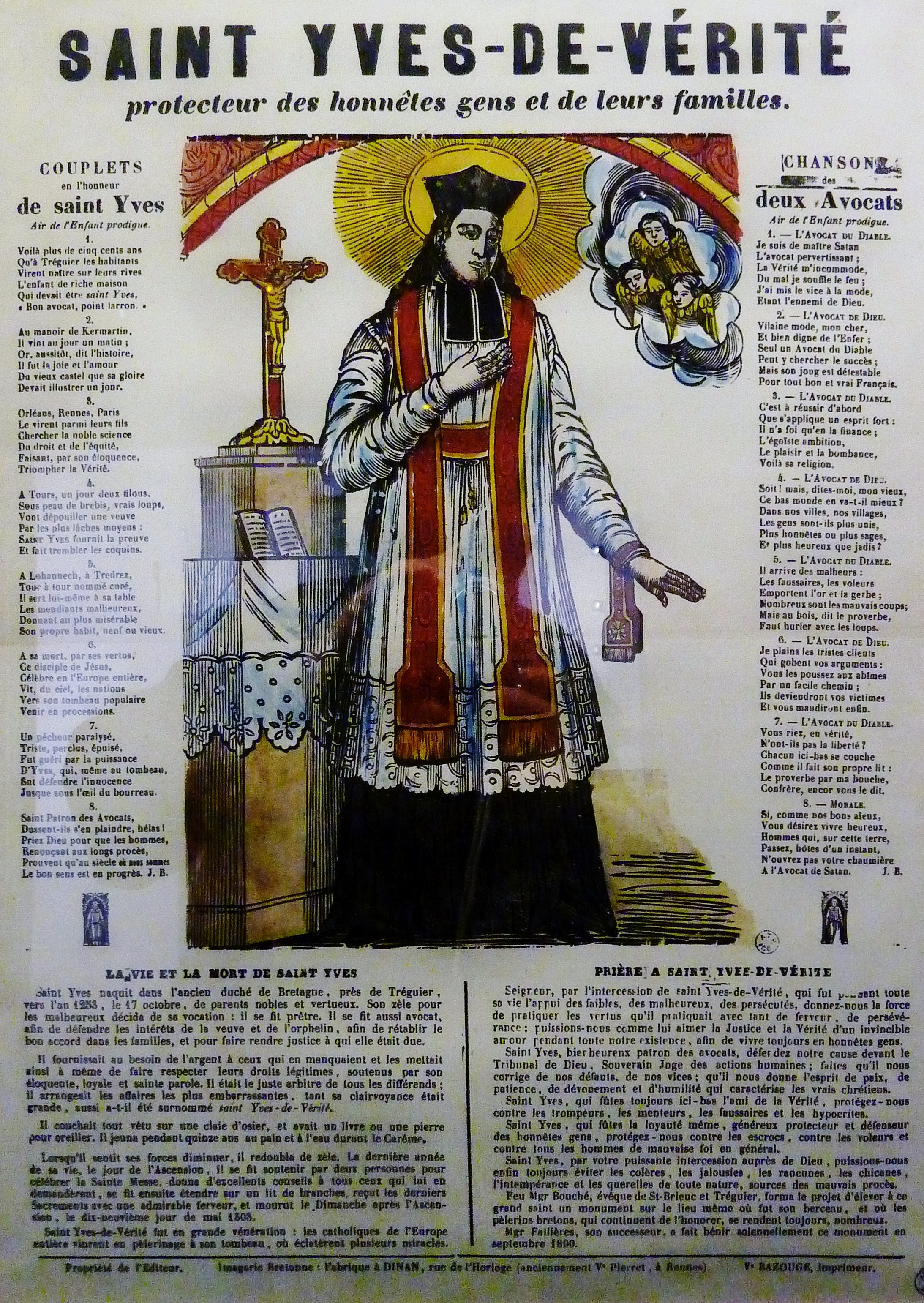
Image de dévotion de Saint-Yves-de-Vérité.

« Yves Hélory avait rempli avec tant de justice et de charité ses fonctions d'official (juge ecclésiastique) que, dans l'esprit du peuple, il ne pouvait manquer de continuer à trancher les litiges selon la plus stricte équité. Quiconque n'était pas en mesure, faute de preuves, de faire triompher son bon droit devant la justice des hommes, s'adressait à lui. Il connaissait toute vérité. Le recours à cette justice d'outre-tombe était chose grave et terrible. Celui qui se prétendait lésé à tort vouait son adversaire à Saint-Yves-de-Vérité, et, si sa cause était juste, la personne vouée mourait ou restait languissante. Mais si la plainte était mal fondée, c'était le voueur lui-même qui était frappé dans sa chair ».
Datant d'au moins 1620, le culte à Saint-Yves-de-Vérité consiste à aller trouver des statues de saint Yves portant ce nom précis (ou "Sant Ivo ar Virioneg" en langue bretonne), afin de lui demander par un rituel précis de rendre justice contre une autre personne. Si saint Yves était connu comme "l'avocat des pauvres", ces statues de Saint-Yves-de-Vérité avaient pour leur part la réputation d'être un peu moins catholiques, puisque les personnes ainsi "vouées" à la statue étaient censées mourir au bout de neuf mois.
Des statues de Saint-Yves-de-Vérité existaient dans plusieurs endroits de Bretagne, mais aussi à Paris dans une chapelle Saint-Yves qui était proche de la Sorbonne. La plus connue des statues était celle de Tréguier (Côtes-d'Armor) qui était abritée dans une chapelle connue sous le nom de "Notre-Dame de la Haine". Cette statue ayant bien des fois défrayé la chronique fut brûlée par les Augustines de Tréguier le 28 mai 1928. Néanmoins, il existe toujours une statue de Saint-Yves-de-Vérité dans la chapelle Saint-Yves de Quintin (Côtes-d'Armor).
De courts textes d'une grande valeur littéraire ont été écrits sur Saint-Yves-de-Vérité, entre autres par Anatole Le Braz dans La Légende de la Mort et Au pays des pardons, Charles Le Goffic dans Le Crucifié de Keraliès, ou Ernest Renan. Yann Brékilien a longuement décrit le rituel dans son livre La vie quotidienne des paysans bretons au XIXe siècle.
L'Église catholique excommuniait ainsi dès 1620 les personnes "éprises de vindictes" qui allaient trouver les statues de Saint-Yves-de-Vérité. Selon Gwendal Gauthier, "il s'agissait néanmoins d'une ordalie classique (un appel à la justice divine, en ce cas précis par le biais d'une statue de Saint-Yves), même si le rituel était magique, mécanique et peu compatible avec la religion catholique. Néanmoins la plupart des personnes qui demandaient ainsi cette drôle de "justice" aux statues de saint-Yves n'avaient pas la connaissance nécessaire en pratique de sorcellerie ; elles croyaient être dans leur bon droit en faisant appel à ce saint connu pour être justicier et protecteur. D'ailleurs, la plupart du temps, les personnes recourant à la statue ne le faisaient pas elles-mêmes, mais en rémunérant des "pèlerines professionnelles" qui connaissaient mieux que personne ce genre de secrets et allaient trouver Saint-Yves-de-Vérité pour le compte de leurs clients".
L'utilisation d'un tel rituel afin, croyait-on, de provoquer le décès d'une personne haïe, explique le surnom "Notre-Dame-de-la-Haine" attribué à l'oratoire de Saint-Yves-de-Vérité situé à Trédarzec.
En 1855 le président de la Cour d'assises des Côtes-du-Nord écrit au ministre de la justice :  « Au mois d'avril 1853, dans un canton voisin du Finistère, la femme Guégan, qui depuis a fait assassiner son mari, et a pour cela été condamnée aux travaux forcés à perpétuité, (...) avait fait un pèlerinage à Saint-Yves-de-Vérité pour obtenir que son mari mourût dans l'année, et ce n'est que lorsque l'année a été accomplie, que lorsqu'elle a désespéré de l'intention du saint, qu'elle a eu recours à l'assassinat ».
La chapelle de Saint-Laurent-du-Pouldour en Plouégat-Moysan était aussi fréquentée par des personnes invoquant Saint-Yves-de-Vérité.